# (153591) 2001 SN263
(153591) 2001 SN263は、アモール群に属する地球近傍小惑星の一つである。2001年9月20日にリンカーン地球近傍小惑星探査プログラムによって発見された。
2008年2月12日から3日間に渡って、アレシボ天文台でコーネル大学のMichael C. Nolanらの研究グループが近日点を通過（2月11日）した直後の2001 SN263に対してドップラー・レーダーによる観測を行った。その結果、2001 SN263は2つの衛星を持つことが判明した。地球近傍小惑星で2つの衛星を持つことが分かったのはこの星が初めてである。なお、1月にオート＝プロヴァンス天文台で行われた観測でも衛星の存在を示唆するデータが得られていた。
2008年2月20日、地球に約985万km（約0.06586天文単位）まで接近した。
| 名前              | 名前              | 直径 (km)  | 軌道 傾斜角 （度） | 離心率 | 軌道 半長径 (km) | 公転 周期 （時間）  |
| ----------------- | ----------------- | ---------- | ------------------ | ------ | ---------------- | ------------------- |
| S/2008 (153591) 2 | S/2008 (153591) 2 | 0.4 or 0.5 | ?                  | ?      | ~4               | ~17 or (46.1 ± 0.3) |
| S/2008 (153591) 1 | S/2008 (153591) 1 | 1 or 1.2   | ?                  | ?      | ~17              | ~147                |